# Idris clypealis
Idris clypealis är en stekelart som beskrevs av Lars Huggert 1979. Idris clypealis ingår i släktet Idris och familjen Scelionidae. Inga underarter finns listade i Catalogue of Life.